# Водно-шламова схема

Водно-шламова схема вуглезбагачувальної фабрики

Водно-шламова схема (рос. водно-шламовая схема, англ. water slurry scheme, нім. Wasserschlammschema n) — технологічна схема окремого комплексу збагачувальної фабрики. Система машин, апаратів і споруд, які забезпечують проясненою водою основне і допоміжне обладнання фабрики при мінімальних витратах свіжої води і обмеженні скиду шламових вод у мулонакопичувачі в умовах сталого раціонального (оптимального) вмісту твердого у воді.
У практиці збагачення застосовують наступні замкнені цикли прояснення оборотної води:
- багатостадійні цикли реґенерації оборотної води. Найчастіше застосовуються двостадійні цикли, характерною рисою яких є використання зливу другої стадії прояснення як оборотну воду;
- водно-шламові цикли реґенерації оборотної води з повною переробкою зливу флотацією. За цими схемами шламові води частково використовуються як транспортна вода при відсадці, частково — направляються на згущення в гідроциклони, злив яких підлягає флотації. Відходи флотації згущуються із застосуванням флокулянтів, злив згущувачів — як оборотна вода;
- водно-шламові цикли реґенерації оборотної води з частковою переробкою зливу флотацією. У цих схемах на флотацію направляється частина шламових вод після виділення з них грубозернистого шламу;
- замкнуті цикли реґенерації оборотної води без згущення перед флотацією. Для зменшення накопичення тонких шламів на флотацію направляють злив вузла уловлювання шламу. Основним засобом реґенерації оборотної води в замкнутих циклах є процес флотації.
Вибір оптимального варіанта схеми реґенерації шламових вод може бути здійснений на основі розрахунку альтернативних варіантів і їхнього порівняння. Для цього складну систему реґенерації шламових вод представляють у вигляді укрупнених технологічних блоків, де кожний з них виконує певну функцію. Взаємодія блоків визначає роботу всієї системи в цілому. Блокова побудова системи реґенерації зручна для її математичного опису і, крім того, дозволяє виконати розрахунок з урахуванням накопичення і циркуляції шламів.
Параметри водно-шламових блок-схем